# Josep Figueres i Palà
Josep Figueres i Palà (Terrassa, 1927 - ?) fou un cantaire de cant gregorià terrassenc.
Nasqué a Terrassa el dia 19 d'agost de l'any 1927 enmig d'una llar on la religió i la música eren dos pilars preferents i fonamentals en les seves conviccions.
Rebé les primeres lliçons del mestre Josep Biosca a la sucursal dels Escolapis de Terrassa. L'any 1934 es matriculà a l'Escola Municipal de Música on rebé les primeres lliçons de solfeig fins que, l'any 1935 i a petició del seu pare, anà a passà unes vacances com a pensionista amb els escolans de la Mare de Déu. Tot i així, sorgí la Guerra Civil i desmuntà tots els projectes i plans creats fins al moment arribant a causar la mort del seu pare per les seves conviccions religioses. La mare quedà vídua i amb set fills per pujar.
Malgrat les circumstàncies, continuà matriculat a l'Escola municipal on, a l'edat de catorze anys i cursant tercer curs de piano, hagué d'abandonar els seus estudis per dificultats de l'època. Després de la guerra, a l'edat de divuit anys, ingressà com a cantaire a l'Schola Cantorum del Sant Esperit de Terrassa, que dirigia el musicòleg Lluís Puig i Matas, un seglar posseïdor d'un bagatge gregorianista que sabia transmetre la devoció i la musicalitat continguda en els tetragrames als seus cantaires.
Josep Figueres captà el saber del seu mestre i romangué aprenent cant gregorià fins a ser considerat cant principal de l'Església. Malgrat això, amb les noves decisions del Concili Vaticà II, hagué de cedir un espai molt important al cant amb llengua vernacla cosa que produí que la nova especialitat fou assignada a Josep Figueres per voluntat de Lluis Puig i Matas. Aquest últim, seguí dirigint l'Schola Cantorum fins que emmalaltí i traspassà el càrrec a Josep Figueres. Gràcies a aquestes dues personalitats, l'Schola Cantorum de Terrassa pot mostrar-se com a fidel mantenidora dels valors i la qualitat executora del cant gregorià postrant-se com a referent dins del gènere i la perfecció assolida pels gregorianistes de Terrassa.